# Kyōwa (Hokkaido)
Kyōwa (jap. 共和町 Kyōwa-chō) – miasto w Japonii, w prefekturze Hokkaido, w podprefekturze Shiribeshi. Według danych na rok 2020 miejscowość zamieszkiwało 5 772 mieszkańców , a gęstość zaludnienia wyniosła 18,9 os./km².